# Млынок (Добрушский район)
Млынок (бел. Млынок, до 15 сентября 1946 года — Осодым) — упразднённая деревня в Рассветовском сельсовете Добрушского района Гомельской области Беларуси.
В связи с радиационным загрязнением в результате катастрофы на Чернобыльской АЭС жители (25 семей) в 1990-92 годах переселены в чистые места.

## География

### Расположение
В 15 км на север от Добруша, 18 км от железнодорожной станции Добруш (на линии Гомель — Унеча), 43 км от Гомеля.

### Гидрография
Река Спонка (приток реки Сож).

## Транспортная сеть
Транспортная связь по просёлочной, затем по автомобильной дороге Демьянки — Добруш. Планировка состояла из короткой, чуть выгнутой меридиональной улицы, на юге к которой присоединялась с востока короткая улица. Застройка двусторонняя, деревянными домами усадебного типа.

## История
По письменным источникам была известна с XIX века как село в Белицкого уезда Могилёвской губернии. Хозяин одноименного фольварка владел в 1873 году 578 десятинами земли. Согласно переписи 1897 года деревня Осодым (она же Млынок), работал хлебозапасный магазин. В 1909 году функционировала мельница, в Вылевской волости Гомельского уезда. В 1926 году работала школа, в Сивенском сельсовете Ветковского района Гомельского округа. В 1929 году организован колхоз. Во время Великой Отечественной войны в сентябре 1943 года оккупанты сожгли 42 двора. Согласно переписи 1959 года входила в состав колхоза «Дружба» (центр — деревня Дубовый Лог).
До 16 декабря 2009 года в составе Демьянковского сельсовета.
Упразднена в 2011 году.

## Население
- 1897 год — 11 дворов, 87 жителей (согласно переписи)
- 1909 год — 14 дворов, 103 жителя
- 1926 год — 39 дворов, 184 жителя
- 1940 год — 43 двора
- 1959 год — 142 жителя (согласно переписи)
- 1990—1992 год — жители (25 семей) переселены